# Sarolt
Sarolt je bila žena Géze, velikega kneza Madžarov, * ok. 950,  † ok. 1008.  
Sarolt je bila hči transilvanskega gyule  Zomborja (ali Gyule II.), drugega po rangu med voditelji madžarske plemenske zveze. Imela močan vpliv na svojega moža in s tem tudi na njegovo vladanje. Do katoliških misijonarjev je bila nezaupljiva. Kronike so jo, morda ravnoi zato, obtoževale, da je nenasitno pila in celo zagrešila umor. 
Sarolt in njen mož sta se krstila poznih letih. Sina sta vzgajala v krščanskem duhu in mu v znak vernosti spremenila ime iz Vajk v Štefan. Po moževi smrti leta 997 se je želel z njo poročiti eden od njegovih daljnih bratrancev, Koppány, in postati veliki knez Madžarov namesto Štefana (Vajka), pri čemer se je skliceval na madžarsko tradicijo. Koppány je bil poražen in kmalu zatem je bil Saroltin sin okronan za prvega ogrskega kralja Štefana I.

## Predniki in zgodnje življenje
Sarolt je bila hči Gyule, ki se je domnevno po letu 950 v Konstantinoplu spreobrnil v bizantinsko krščanstvo, in nato na Ogrskem ustanovil krščanski misijon. Po bizantinskem obredu je bila verjetno krščena tudi njegova družina in gospodinjstvo, vključno s hčerko Sarolt. 
Za njenega očeta ni zanesljivo znano, ali mu je bilo ime Gyula ali Zombor, vsekakor pa je bil gyula Transilvanije in kot tak za velikim knezom Madžarov drugi najvišji voditelj v madžarski plemenski zvezi. Bil je vnuk Tétényja, znanega tudi kot Töhötöm ali Tühütüm, enega od sedmih poglavarjev, ki so vodili sedem madžarskih plemen, ko so prispela v Panonsko nižino. 
Po Gesta Hungarorum je imela Sarolt sestro Karold in brata. Brat bi lahko bil Gyula III. 
Sarolt je bila rojena okoli leta 950. Njeno ime je turškega izvora: turško Šar-oldu pomeni velika podlasica oziroma hermelin. Z Gézo je bila poročena okoli leta 970. Tisto leto se je verjetno začela tudi njegova vladavina na položaju velikega kneza Madžarov. Géza je bil pravnuk Árpáda, ki je vodil madžarska plemena med osvajanjem Karpatske kotline. 

## Poroka in otroci
Poročena je bila z Gézo Ogrskim, s katerim  sta imela pet otrok: 
- Judito (? – po 988), ženo bodočega poljskega kralja Boleslava I.
- Margareto (? – po 988), ženo bodočega bolgarskega carja Gavrila Radomirja
- kralja Štefana I. (967/969/975 – 15. avgust 1038)
- Grimeldo (? – po 1026), ženo beneškega doža Otona Orseola
- Sarolt? (? – ?), ženo bodočega ogrskega kralja Samuela Aba

## Vira
- Gyula Kristó, Makk Ferenc: Az Árpád-ház uralkodói. IPC Könyvek, 1996.
- Korai Magyar Történeti Lexikon (9-14. század), főszerkesztő: Kristó Gyula, szerkesztők: Engel Pál és Makk Ferenc. Akadémiai Kiadó, Budimpešte, 1994.